# Estación de Rennes (Metro de París)
La estación de Rennes es una estación del metro de París situada en el distrito VI, en el centro de la capital. Pertenece a la línea 12.

## Historia
Fue inaugurada el 5 de noviembre de 1910. Formaba parte del tramo inicial de la línea A, que luego se convertiría en la línea 12, uniendo Notre Dame de Lorette con Porte de Versailles.
Debe su nombre a la ciudad francesa de Rennes.
En 1939, poco después del inicio de la Segunda Guerra Mundial, la estación fue cerrada al amparo de un plan de ahorro que llevó a cerrar un gran número de estaciones. Aunque casi todas reabrieron tras finalizar el conflicto armado, no fue el caso de la estación de Rennes que considerada poco rentable se convirtió en una estación fantasma.
Esta situación se mantuvo hasta el 20 de mayo de 1968, momento en el cual fue reabierta. Lo hizo a costa de un horario reducido: cerraba a las 20h00, y no ofrecía servicio ni los domingos ni los festivos. Sin embargo, la presión vecinal logró que el 3 de septiembre de 2004, las autoridades competentes volvieran a dotar a la estación de un horario continuado.

## Descripción
Totalmente renovada antes de recuperar su horario completo la estación luce un diseño absolutamente clásico. Su moderna iluminación recorre los dos andenes laterales sin que ninguna estructura la separe de la bóveda. Los asientos smiley, (en forma de cuencos inclinados para que parte del mismo pueda usarse como respaldo y hueco en la base en forma de sonrisa), de color  naranja dan el toque de color a la estación. En la parte superior de los túneles se han conservado los carteles de la compañía Nord-Sud, creadora de la línea, que datan de 1910 en los que se indica bien DIRON MONTPARNASSE bien DIRON MONTMARTRE en función de la dirección seguida por el convoy. 

## Accesos
Están situados en el bulevar Raspail en su cruce con la calle Rennes.